# Дб (тепловоз)
Дб (Дизельний локомотив заводу Болдвін; заводське позначення — 0-6-6-0 1000/1 DE) — серія тепловозів, які поставлялися північноамериканським заводом Baldwin на залізниці Радянського Союзу в період Другої світової війни за ленд-лізом. Незважаючи на подібне позначення серії з тепловозом Да, мав багато відмінностей.

## Технічні характеристики дизельного двигуна
- виробник — Baldwin
- двигун — простої дії з безкомпресорним розпиленням палива
- марка — 8-VO
- потужність к.с. — 1000
- оберти потужності — 625 об/хв
- циліндрів — 8
- діаметр циліндра — 12,75 дюймів
- хід поршня — 15,5 дюймів
- кількість тактів — 4
- конфігурація — рядний
- ступінь стискання -11,8—12,5
- порядок роботи циліндрів — 1-4-7-6-8-5-2-3

## Конструкція
На відміну від Да, у тепловоза Дб кабіна машиніста була розташована на кінці кузова, що дозволяло значно поліпшити огляд шляху, але вимагало розвороту локомотива на кінцевих станціях. Основна рама тепловоза була дуже складним литвом, проте була зручна для установки різного устаткування (двигуна, автозчеплення і буферів). Суцільнолитими були і триосьові візки, а колісні пари були цільнокатаними (безбандажні) і мали діаметр поверхні катання 1067 мм (25 "). Слабким місцем цих тепловозів був дизельний двигун, який відрізнявся низькою міцністю елементів конструкції.

## Доля тепловозів
Всього в Радянський Союз було поставлено 30 локомотивів, вони отримали такі номери: 71-100 (USATC: 2460—2489) були приписані до локомотивних депо Гудермес і Сухумі. З цих тепловозів поставлених в Союз 1946, з 1953 по 1960 п'ять тепловозів були виключені з інвентарю, інші були виключені в 1960-их. Жодна з цих машин не потрапила до музею. На даний момент відомо лише про частково збережений Дб (кабіна машиністів у вигляді будки, лита рама, на цілих литих візках, можливо збереглася задня чверть зрізаного кузова) на території Жовтневої залізниці РФ.